# Erythrodiplax acantha
Erythrodiplax acantha är en trollsländeart som beskrevs av Borror 1942. Erythrodiplax acantha ingår i släktet Erythrodiplax och familjen segeltrollsländor. IUCN kategoriserar arten globalt som akut hotad. Inga underarter finns listade i Catalogue of Life.